# Andrena vacella
Andrena vacella är en biart som beskrevs av Warncke 1975. Andrena vacella ingår i släktet sandbin, och familjen grävbin. Inga underarter finns listade i Catalogue of Life.